# 美國外語教學委員會
美國外語教學委員會（英語：American Council on the Teaching of Foreign Languages，ACTFL）是美國唯一一個專門致力於在各級教育層面上推動外語教學與學習的全國性組織，主要參加人員為來自美國各地的語言教師，建立於1967年。ACTFL由12500名外语教师和管理人员组成，涵盖各层级教育及公共事业。

## 領導人
領導人一覽
- 2013: Toni Theisen
- 2012: David McAlpine
- 2011: Barbara Mondloch
- 2010: Eileen Glisan, Indiana University of Pennsylvania

## 外部連結
- 官訪網站 actfl.org （页面存档备份，存于）